# 차이완역
차이완역 (중국어 정체자: 柴灣, Chai Wan)은 홍콩섬 동부 차이완에 위치한 홍콩 지하철 공도선의 시종착역이다. 공도선에서 유일한 고가역이며, 차이완로와 동구주랑이 만나는 교차로에 위치해 있다. 역 주변은 시우사이완과 차이완이란 지역으로 주택가와 산업지구가 들어서 있다. 한때 홍콩에서 가장 남쪽에 위치한 지하철역이었으나 2016년 남공도선 개통으로 레이퉁역이 해당 기록을 가져가게 되었다.

## 역사
차이완 공원과 옛 미니버스 터미널 자리에 세워진 역이다. 영국의 조지 윔피사에서 시공을 맡아 1982년 7월 착공하였으며, 핸드덕 케이슨으로 기반을 다지고 철근콘크리트로 역사 구조물을 지었다. 공사에 투입된 콘크리트의 양은 총 11,000세제곱미터에 달했다.
1985년 5월 31일 공도선 개통과 함께 영업에 들어갔으며, 그때부터 지금까지 공도선의 시종착역으로 남아 있다.
개통 당시에는 승강장에 스크린도어가 설치되어 있지 않았으나 2011년 항철공사에서 자동 스크린도어를 설치하였다.

## 역 구조
시종착역이기 때문에 케네디타운행 열차밖에 운행되지 않지만, 섬식 승강장 구조로 되어 있기에 양측 승강장 모두 탑승이 가능하다. 두 승강장 중 어느 쪽의 열차가 먼저 출발하는지 안내판에 정보가 게시된다.
역내에는 열차의 과주 (오버런)를 방지하기 위한 측선이 따로 설치되어, 정차와 방향전환이 가능하다. 하지만 차이완역에 도착한 열차는 한번 승강장에 정차한 뒤 자리를 벗어나지 않은 채 행선만 바꿔 되돌아가기 때문에 거의 사용되지 않는 편이다.
| P 승강장 | 승강장 1                 | ← 공도선 케네디타운 방면 (항파췬) |
| P 승강장 | 섬식 승강장, 양쪽문 열림 |                                   |
| P 승강장 | 승강장 2                 | ← 공도선 케네디타운 방면 (항파췬) |
| C        | 대합실                   | 고객센터, MTR샵                   |
| C        | 대합실                   | 항셍은행 ATM기, 자판기            |
| G        | 지상층                   | 출구, 대중교통 환승터미널         |

### 출구
- A: 뉴제이드 가든, 차이완 공업지구, 시우사이완 [5]
- B: 청리가[5]
- C: 대중교통 환승터미널[5]
- D: 닝푸가[5]
- E: 힝와췬[5]

C번출구 인근에 버스와 미니버스 정류장이 있어 시우사이완, 스탠리 등지와 수많은 주택단지로 갈 수 있다.